# LOVE (INFINITY16のアルバム)
LOVE（ラブ）は、2010年9月1日に発売されたINFINITY16の3作目のアルバム。

## 概要
- 2008年にリリースされた「Welcomez」から約2年9ヶ月ぶりのリリースとなった。
- 初回限定盤には、本作の収録楽曲をTELA-C自身がMIXしたCD「TELA-C MIX 2010」を付属。店頭先着購入特典として、通常盤には「LOVEオリジナルクリアファイル」が、初回盤には「伝えたい事がこんなあるのに」と「愛してる」のミュージックビデオと2010年7月18日に行われた主催イベント「REVOLUTION〜お台場ノ乱〜」でのライブ映像を収録した「スペシャルDVD」が付属される。さらに2010年9月15日にリリースされた「無限十六BEST」とのダブル購入応募抽選特典を付属。

## 収録曲

### DISC1-CD-
1. HIGHER welcomez JAMOSA
2. 伝えたい事がこんなあるのに welcomez 若旦那 from 湘南乃風 & JAY'ED
7thシングル
3. 愛してる welcomez 若旦那
8thシングル
4. ごめんね welcomez YU-A
5. LONELY BOY welcomez RIDDIM HUNTER
6. SKIT-MC pt.1-
7. REVOLUTION welcomez 土屋アンナ
テレビ東京系『スター姫さがし太郎』オープニングテーマ
8. BABY GIRL welcomez 導楽
9. STILL IN LOVE welcomez DOUBLE
10. BELIEVE ME welcomez AICHIN
11. DON'T CRY welcomez Spontania
12. SKIT-MC pt.2-
13. WHO GOD BLESS... welcomez HAN-KUN from 湘南乃風
14. J・A・P・A・N welcomez LIFE-G
15. あなたが好き welcomez MUNEHIRO
16. OUTRO-一本締め 2010-

### DISC2-MIX CD-
- TELA-C MIX 2010

1. INFINITY 16 ANTHEM
2. SKIT-MC pt.1-
3. HIGHER welcomez JAMOSA
4. WHO GOD BLESS... welcomez HAN-KUN from 湘南乃風
5. REVOLUTION welcomez 土屋アンナ
6. BADDAZ riddim
7. J・A・P・A・N welcomez LIFE-G
8. SKIT-MC pt.2-
9. BABY GIRL welcomez 導楽
10. あなたが好き welcomez MUNEHIRO
11. 愛してる welcomez 若旦那
12. 伝えたい事がこんなあるのに welcomez 若旦那 from 湘南乃風 & JAY'ED
13. LONELY BOY welcomez RIDDIM HUNTER
14. ごめんね welcomez YU-A
15. DON'T CRY welcomez Spontania
16. STILL IN LOVE welcomez DOUBLE
17. BELIEVE ME welcomez AICHIN
18. OUTRO-一本締め 2010-